# Han ger mera nåd när min börda blir större
Han ger mera nåd när min börda blir större är en svensk psalm med text av Annie Johnson Flint och musik från 1933 av Hubert Mitchell. Texten översattes till svenska 1949 av Ivar Lindestad.

## Publikation
- Segertoner 1988 som nr 589 under rubriken "Att leva av tro - Helande till kropp och själ".[1]

### Fotnoter
1. 1 2  Heinerborg, Karl-Erik; Lennart Jernestrand (1988). Segertoner melodisångbok. Stockholm: Förlaget Filadelfia. Libris 911558